# Дубровы (Владимирская область)
Дубровы (Дуброва) — упразднённое в 1977 году село в Александровском районе Владимирской области России. На год упразднения входила в Краснопламенский сельсовет. Ныне урочище на территории Краснопламенского сельского поселения.

## География
Село Дубровы стояло при пруде и речке Сабле.

## История
Населенный пункт исключен из списков населённых пунктов  как фактически не существующий Решением Владимирского облисполкома № 441 от 21.04.1977 .

## Население
В 1863 году в 23 дворах проживало 66 мужчин и 77 женщин.

## Инфраструктура
В 1891 был конский завод, производивший лошадей рысистой породы.
В селе была школа при барском доме.

### Церковь
Населённый пункт получил статус села с появлением церкви и создания прихода при ней.
Церковь Происхождения честных древ Животворящего Креста Господня (обиходные названия — Происхожденская церковь; Спасская церковь).
Небольшая церковь, выстроенная на средства Воейковых, была капитально перестроена в 1837—1843, в новой трапезной устроены Казанский и Никольский приделы. Не сохранилась.

## Транспорт
Урочище доступно автотранспортом.